# Виргулин, Стефан
Стефан Виргулин (итал. Virgulin, 1918—1997, Италия) — католический священник, экзегет, богослов, профессор Папский Восточный институт, преподавал в Руссикуме, советник Восточной конгрегации, участник Русского апостолата.

## Биография
Работал в Международной католической комиссии по вопросам миграции, занимался оказанием духовной и материальной поддержки русским Ди-Пи в Риме, совершал богослужения в домовом храме при приюте, созданном в бывшей штаб-квартире Гестапо на виа Тассо, где служили также Сергий Оболенский, Георгий Брянчанинов MIC, Андрей Катков MIC, Георгий Коваленко sj и др. В результате чего около 30 русских беженцев формально присоединились к католичеству.
Виргулин посещал виллу Амбивери в Сериате и состоял в переписке с Елизаветой Амбивери. Далее он работал в Аргентине, куда был направлен для работы с детьми русских эмигрантов в итернате св. апостола Андрея. Позже Виргулин служил в Ливане, затем преподавал в мелькитской семинарии в США, после 1958 года вернулся в Италию, работал в Риме.
Стефан Виргулин является автором работ на итальянском языке по толкованию библейских текстов: «„Вера“ в пророчестве Исайи» (1961), «„Вера“ в посланиях к Римлянам»" (1968), «Товия» (1978), «Иудифь» (1970), «1-2 Пар» (1975), «Иона» (1980). Соавтор коллективного труда"Введение в Библию" («Introduzione alla Bibbia», Torino, 1962—1978.
Стефан Виргулин опубликовал ряд статей в журнале центра «Христианская Россия в Сериате, Италия».
В эфире Радио Ватикана передавалаись трансляции Литургии византийского обряда на СССР из Рима, среди совершавших их были протоиерей Алексей Шевелев, о. Стефан Виргулин и о. Клод Робине sj.

## Публикации
- Virgulin Stefano e Juan Nadal Canellas. Bibliotheca Sanctorum Orientalium : Enciclopedia Dei Santi : Le Chiese Orientali. Città Nuova, Assisi-Roma, 1999.
- Psalmi — Salmi. Testo latino e italiano / Foreword buy Gianfranco Ravasi- Bbrevi note esplicative esegetico-pastorali di S. Virgulin. San Paolo Edizioni, 2007. 448 p. ISBN 8821558487
- Cronache / Collana NUOVA VERSIONE DELLA BIBBIA DAI TESTI ORIGINALI / Curatore: Virgulin, Stefano. San Paolo Edizioni, 1989. 456 p. ISBN 9788821516900
- Virgulin Stefano. Il profeta Isaia / Maestri di spiritualità. Mondo biblico. Esperienze in Fossano, 1972. 263 p.
- Idem. Profeti e sapienti, uomini dello spirito. Roma: Borla, 1985. 182 р. ISBN 8826306788
- Idem. I sacramenti nel rito bizantino
- Idem. Caratteristiche del cristianesimo russo: Fattori psicologici ed orientali-bizantini
- Idem. La Madre di Dio nella liturgia e nella devozione dei popoli dell’URSS
- Idem. Il cristianesimo russo nella sua evoluzione storica
- Idem. L’ecumenismo del Concilio
- Idem. La Sacra Scrittura presso i russi
- Idem. L’inno acatisto
- Idem. Chiesa Patriarcale Russa ed il Consiglio Mondiale delle Chiese. // Russia Cristiana, n. 9/1960 (9), pag. 18. …
- Idem. Reazione dell’Oriente Ortodosso di fronte al Concilio Ecumenico // Russia Cristiana, n. 10/1960 (10), pag. 12; n. 11/1960 (11), pag. 9.